# Acalolepta pseudospeciosa
Acalolepta pseudospeciosa là một loài bọ cánh cứng trong họ Cerambycidae.